# (34555) 2000 SE262
2000 SE262 (asteroide 34555) é um asteroide da cintura principal. Possui uma excentricidade de 0.06381810 e uma inclinação de 3.15382º.
Este asteroide foi descoberto no dia 25 de setembro de 2000 por LINEAR em Socorro.